# Théorème de Leibniz
Pour les articles homonymes, voir règle de Leibniz.
 (avril 2011).
Si vous disposez d'ouvrages ou d'articles de référence ou si vous connaissez des sites web de qualité traitant du thème abordé ici, merci de compléter l'article en donnant les références utiles à sa vérifiabilité et en les liant à la section « Notes et références ».
Le théorème de Leibniz en géométrie euclidienne s'énonce comme suit : 

Soient dans le plan euclidien deux points A et B. On considère le lieu des points M tels que a AM2 + b BM2 = cste. Soit G le barycentre de (A, a) et (B, b). Alors le lieu, s'il est non vide, est un cercle de centre G.

## Démonstration
On développe l'équation en introduisant G.
{\displaystyle aAM^{2}+bBM^{2}=a(AG+GM)^{2}+b(BG+GM)^{2}=(aAG^{2}+bBG^{2})+2(aAG+bBG)\cdot GM+(a+b)GM^{2}=(aAG^{2}+bBG^{2})+(a+b)GM^{2}}
L'égalité se réduit donc à (a+b)GM2 = cste, qui doit être positive.
Remarque : si a + b = 0, G est en quelque sorte rejeté à l'infini : le lieu est alors une droite du plan orthogonale à AB.
Le théorème se généralise aisément à un n-uplet de points.

## Rapport avec l'analysis situs
Leibniz, dans sa Caractéristique géométrique, représente l'écriture du cercle de la manière suivante : ABC γ ABY qui peut se lire « ABC pareil que ABY ». Autrement dit, étant donnés trois points fixes de l'espace A, B, et C, quelle forme décrit l'ensemble des points Y qui gardent la même relation que C a avec A et B ?
On peut traduire encore de cette manière : AC γ AY et BC γ BY (la relation de C à A est la même que de Y à A et la relation de C à B est la même que de Y à B — distances égales).